# Peñarrubia
Peñarrubia é um município da Espanha na comarca de Saja-Nansa, província e comunidade autónoma da Cantábria. Tem 54,3 km² de área e em 2021 tinha 318 habitantes (densidade: 5,9 hab./km²).

## Demografia
| Variação demográfica do município entre 1991 e 2004 | Variação demográfica do município entre 1991 e 2004 | Variação demográfica do município entre 1991 e 2004 | Variação demográfica do município entre 1991 e 2004 |
| --------------------------------------------------- | --------------------------------------------------- | --------------------------------------------------- | --------------------------------------------------- |
| 1991                                                | 1996                                                | 2001                                                | 2004                                                |
| 348                                                 | 298                                                 | 317                                                 | 375                                                 |